# 芒廷霍姆 (加利福尼亞州聖塔克拉拉縣)
芒廷霍姆（英語：Mountain Home）是位於美國加利福尼亞州聖塔克拉拉縣的一個非建制地區。該地的面積和人口皆未知。

## 地理
芒廷霍姆的座標為37°07′16″N 121°47′45″W / 37.12111°N 121.79583°W，而該地的平均海拔高度為283米（即928英尺）。